# Milla de Oro de San Juan

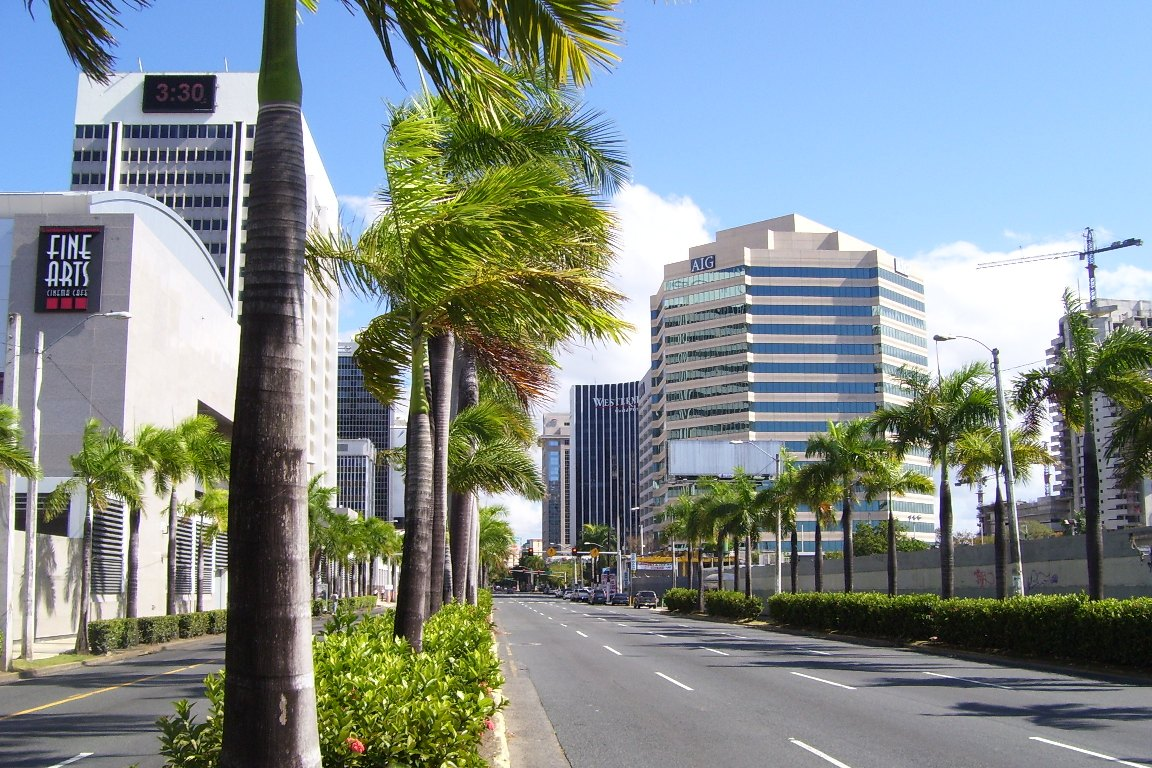
Avenida Muñoz Rivera en la Milla de Oro. Edificios visibles, de izquierda a derecha:
1. Fine Arts Cinema Cafe
2. Edificio Banco Popular
3. Citigroup
4. Westernbank World Plaza
5. American International Plaza

Milla de Oro (lit «Milla Dorada») es un apodo dado a un tramo de una milla de la Avenida Ponce de León en Hato Rey Norte, San Juan, Puerto Rico. El tramo es famoso por el número de bancos locales e internacionales y la sede de compañías financieras y edificios, situados en la zona, que han llevado a algunos a llamarlo el «Wall Street del Caribe».
Cabe notar que paralela a la avenida Ponce de León corre la avenida Muñoz Rivera y es también considerada como parte de la Milla de Oro.

## Lista de edificios en Milla de Oro
- Banco Popular (3 edificios)

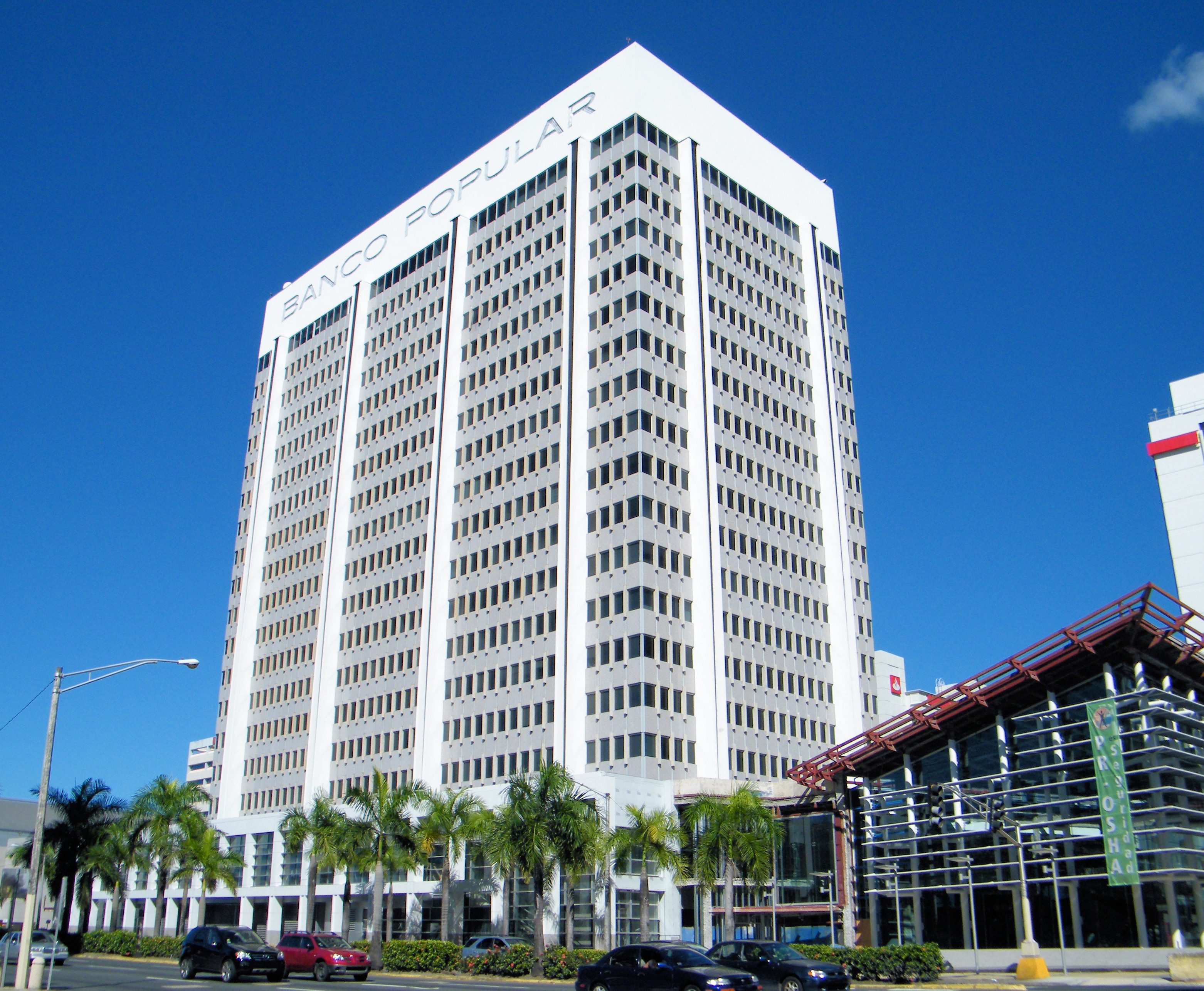
Edificio Banco Popular, sede del edificio principal en la Milla Dorada

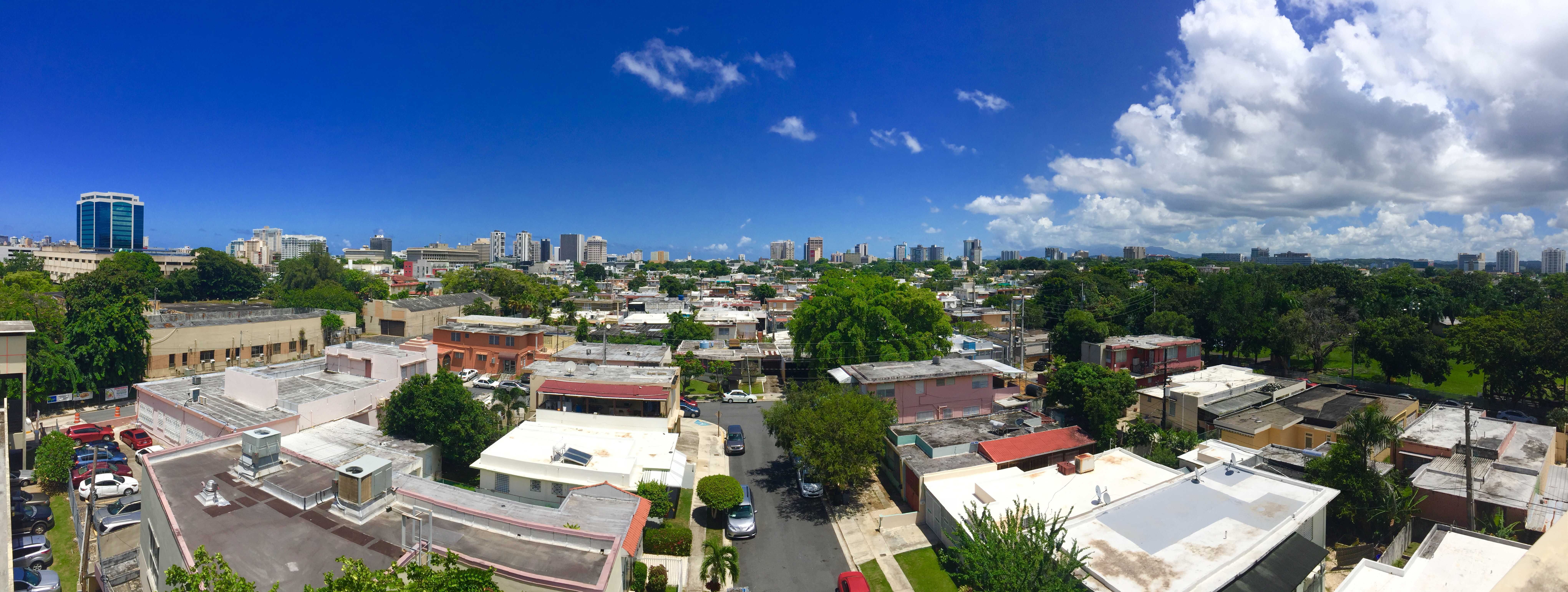
Panorama en las inmediaciones de la Avenida Roosevelt y Expreso Las Américas mirando hacia la Milla de Oro.

- Westernbank World Plaza (anteriormente la sede del Banco de Ponce); adquirido por el Banco Popular de Puerto Rico después de un cierre de FDIC de varios bancos en la Isla en 2010.
- Sede de First BanCorp
- Edificio Kevane Grant Thornton (anteriormente conocido como Bolivia 33)
- El Centro Hato Rey (anteriormente conocido como Home Mortgage Plaza)
- Edificio Banco Santander
- Edificio American International Plaza; sede de American International Group (AIG), UBS-Chartis y AIP PR Holdings LLC.
- Plaza 273 (anteriormente conocido como Plaza Scotiabank)
- Plaza 221 (anteriormente conocido como Banco Economías, Banco Central Hispano y Banco Santander)
- MCS Plaza (Anteriormente Pan-Am Plaza)
- Edificio de la Oficina del Controlador de Puerto Rico
- Torre de gobierno de la Ciudad de San Juan
- Centro AON
- City Towers (anteriormente Torre Citibank)
- Centrum Plaza
- Edificio de Departamento de Trabajo y Recursos Humanos de Puerto Rico (Departamento del Trabajo y Recursos Humanos)
- Coliseo de Puerto Rico
- Oriental Bank Center (anteriormente Chase Manhattan Bank Plaza y BBVA Plaza)
- Edificio EuroBancshares
- Estación Hato Rey del Tren Urbano
- Estación Roosevelt del Tren Urbano
- Aquablue en la Milla Dorada
- Quantum Metrocenter
- Uruguay 269 (en construcción)
- Torre Coliseum
- Metropolis
- Infinity (en construcción)
- Torre Mayor
- Instituto Socioeconómico Comunitario
- Fine Arts Café (Teatro repertorio propiedad de Caribbean Cinemas)
- La Plazoleta en Popular Center
- Fi Sigma Alfa Fraternity Club House (Restaurante y sala de actividades)

## Planes

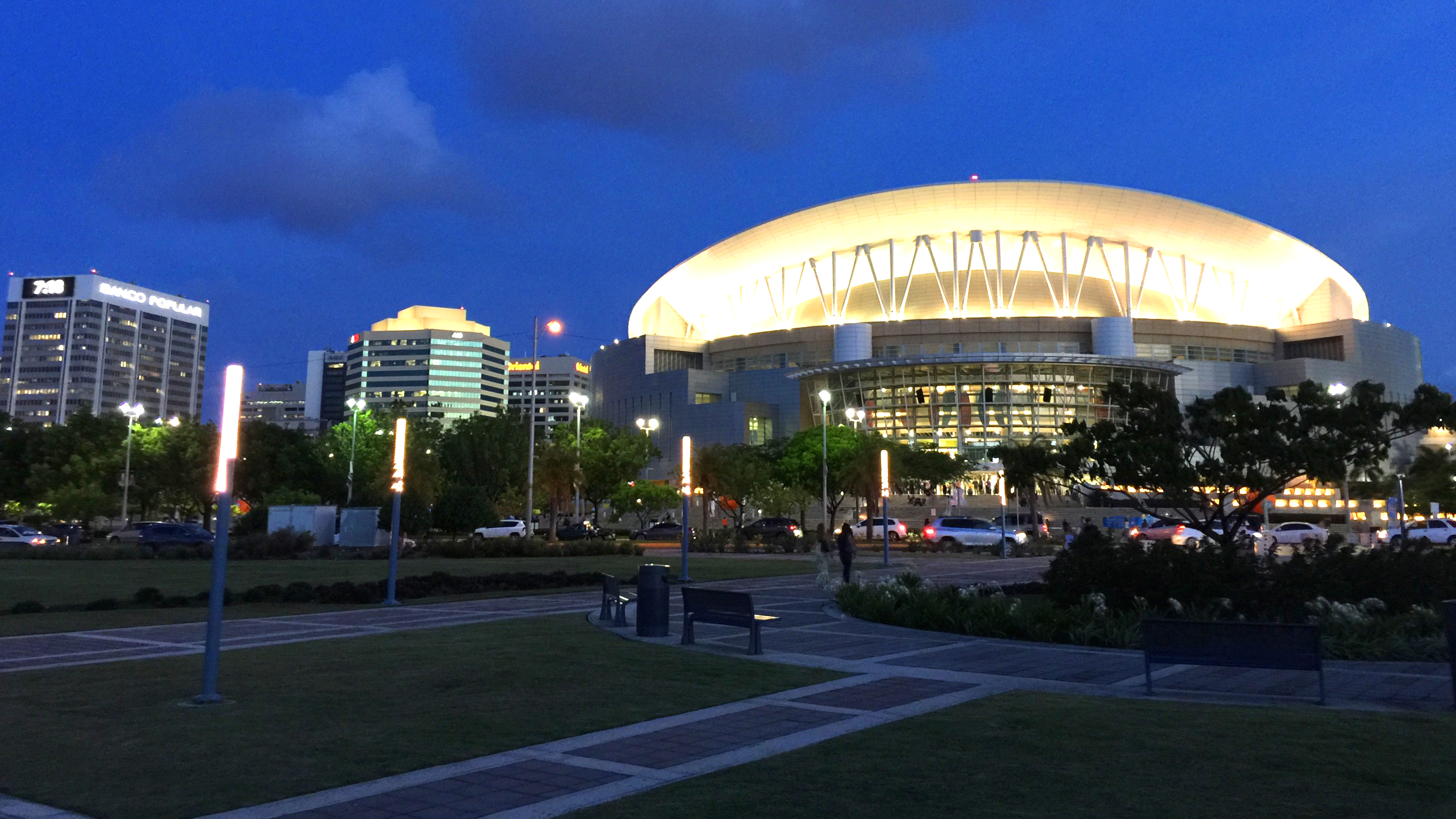
Vista nocturna del Coliseo de Puerto Rico José Miguel Agrelot y la Milla de Oro a la izquierda

Milla de Oro ha recibido críticas de las comunidades cercanas de su entorno solitario y oscuro después de horas de trabajo. Con el fin de fomentar el turismo y crecimiento económico en la zona, el gobierno del estado tiene previsto convertir el distrito en un sector agradable de comunidad más por atraer a turistas, visitantes, y vecinos del distrito durante horas a través de conciertos, tiendas y locales nocturnos.
La primera fase de esta conversión fue localizar el José Miguel Agrelot Coliseum y varias estaciones del Tren Urbano. Banco Popular inauguró un nuevo proyecto cerca de su sede llamado «Fine Arts Café», el cual exhibe películas extranjeras e independientes y un deli-café. Recientemente nuevas torres residenciales cerca del Coliseo se han desarrollado en la zona.

## Milla de Oro en cultura popular
La Milla de Oro fue ofrecido pesadamente en el vídeo musical de 2010 de Calle 13 para «Calma Pueblo». Las características de la canción hay un cantante, Residente, cantando arriba de un edificio mientras que los empresarios y las personas al alzar alrededor de la Milla de Oro, finalmente se desnudan.
La Milla de Oro también fue presentada en la película Fast Five durante uno de los atracos.